# Paul Neese
Paul Neese (* 10. April 1939 in Westersode, heute zu Hemmoor; † 3. April 2000 in Hemmoor) war ein deutscher Maschinenschlosser, Betriebsratsvorsitzender, Politiker (SPD) und von 1978 bis 1990 Mitglied des Niedersächsischen Landtages.
Neese besuchte die Volksschule von 1946 bis 1954 und begann im Anschluss zwischen 1954 und 1957 eine Lehre zum Maschinenschlosser bei der Hemmoor Zement AG. Neese besuchte eine Weiterbildung über den 2. Bildungsweg. Im Jahr 1959 trat er in die Gewerkschaft Chemie-Papier-Keramik ein. Ferner wurde er 1963 in den Betriebsrat der Hemmoor Zement AG gewählt. Zwischen 1965 und 1967 war er stellvertretender Vorsitzender, von 1967 bis 1983 Vorsitzender des Betriebsrates. Zudem wurde er Aufsichtsratsmitglied des Unternehmens. 
Neese ist seit 1959 Mitglied der SPD. Er war Kreisvorsitzender der SPD im Landkreis Cuxhaven und Mitglied des SPD-Bezirksvorstandes Nord-Niedersachsen. Von 1964 bis 1968 war er Ratsherr der Gemeinde Westersode und wurde 1968 zunächst Ratsherr und im Jahr 1981 Bürgermeister der Gemeinde, jetzt Stadt, Hemmoor. Im Jahr 1972 wurde er Ratsherr der Samtgemeinde Hemmoor. Zwischen 1972 und 1977 war er Kreistagsabgeordneter des Landkreises Land Hadeln und ab 1977 des Landkreises Cuxhaven. Neese wurde zum Mitglied des Niedersächsischen Landtages der neunten bis elften Wahlperiode vom 21. Juni 1978 bis 20. Juni 1990 gewählt. Er war Schriftführer des Niedersächsischen Landtages vom 22. Juni 1982 bis 20. Juni 1990.
Neese war verheiratet und hatte drei Kinder.